# Mercure (mythologie)
Pour les articles homonymes, voir Mercure.
Mercure (lat. : Mercurius) est le dieu du commerce dans la mythologie romaine. Assimilé à l'Hermès grec, il devient également le dieu des voleurs, des voyages et le messager des autres dieux. Son nom est lié au mot latin merx « marchandise, commercer, salaire ». Accompagnateur des voyageurs, il est aussi un dieu psychopompe, qui conduit les âmes pour leur dernier voyage dans l'au-delà.
Ses attributs traditionnels sont la bourse, le plus souvent tenue à la main, le pétase, le caducée, des sandales ailées ainsi qu'un coq et/ou un bouc.
Il était célébré le 15 mai en particulier lors des Mercuralia.

## Étymologie
Son nom est lié aux mots latins merx « marchandise », mercari « commercer » et merces « salaire ».
Le latin merx est apparenté au grec ancien μερίζω / merízô, « partager », ou μείρομαι / meíromai, « recevoir sa part ».
Le mot « mercredi » dérive étymologiquement de « Mercure ».

## Généalogie et famille
Selon la reprise romaine de la légende grecque d'Hermès, Mercure est le fils de Jupiter et de la nymphe Maïa, fille de Atlas.
Il a eu plusieurs relations avec des déesses comme avec Vénus ou Chioné, ou avec Hersé. La plupart de ses enfants ont des caractéristiques sexuelles particulières avec Hermaphrodite, Pan ou Cupidon dans les traditions plus tardives.

## Culte
Le culte de Mercure est ancien et la tradition le faisait remonter au lendemain de l'expulsion des Tarquins.
Le temple de Mercure a été construit en 495 av. J.-C. dans le Circus Maximus, entre les collines de l'Aventin et du Palatin. Le lieu était particulièrement adapté pour adorer un dieu du commerce connu pour sa rapidité, car c'était un centre majeur du commerce (on y trouvait un hippodrome). La situation du temple de Mercure placé entre l'Aventin tenu par la plèbe et le Palatin, centre politique des patriciens, souligne son rôle en tant que médiateur[réf. nécessaire]. Les circonstances de la fondation montrent que le culte de Mercure est dès lors lié au commerce et spécialement au ravitaillement.
Mercure n'appartenant pas au groupe des premières divinités romaines, il n'avait pas reçu de flamine (« prêtre »). On l'honorait cependant lors d'une fête importante, le 15 mai, les Mercuralia, fête au cours de laquelle les marchands s’arrosaient la tête et leurs marchandises d'eau tirée de son puits sacré situé près de la Porta Capena. Comme le raconte Ovide, ceux-ci lui offraient alors de l'encens et le priaient de leur assurer des profits.

## Assimilation à Hermès
Mercure n’apparaît pas parmi les divinités di indigetes de la religion romaine archaïque. Au moment de son assimilation avec le dieu grec Hermès, commençant vers le IVe siècle avant l'ère commune, il réunit les fonctions des Dei Lucrii, ces anciennes divinités du commerce, de l'échange et du profit.
Certains historiens, voient en Mercure la fusion du dieu grec Hermès et d'un dieu pré-romain — peut-être étrusque — du contrat. Ce terme de contrat serait à prendre au sens large : aussi bien contrat marchand, qu'accord entre des personnes portant sur des choses non monétaires.[réf. nécessaire]
Cette fusion aurait eu lieu au cours du IIe siècle av. J.-C. Dès le début, cette assimilation est facilitée par la proximité d'apparence des deux divinités : le port des chaussures Talaria, du chapeau ailé, et du caducée, ce bâton avec deux serpents entrelacés, don d'Apollon à Hermès. Mercure est souvent accompagné d'un coq, symbole de la nouvelle journée, d'un bélier ou d'une chèvre, symboles de la fertilité, ou encore d'une tortue, faisant référence à l'invention légendaire de la lyre avec une carapace de tortue.
Il est un messager des dieux et un dieu du commerce, en particulier du commerce des grains.
Enfin, Mercure est aussi un dieu « psychopompe », qui conduit les âmes récemment mortes dans l'au-delà.

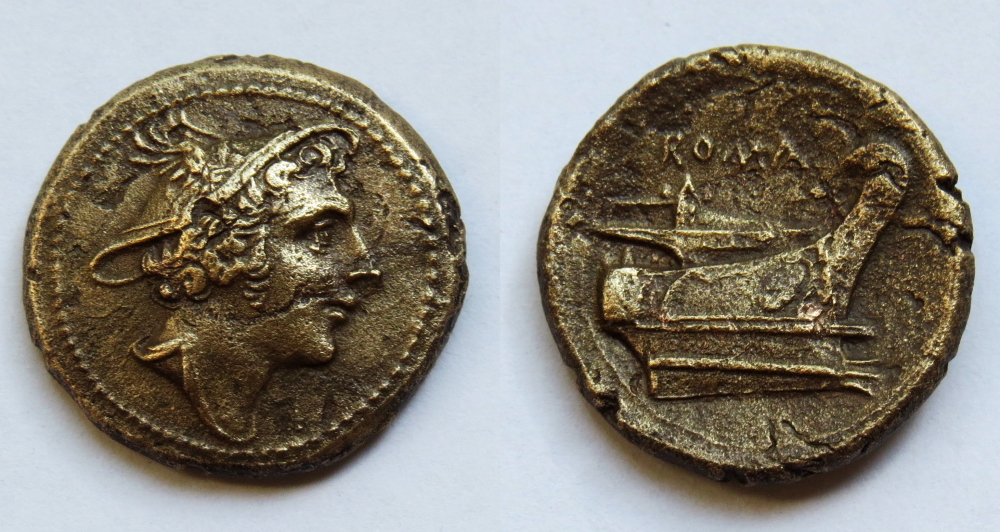
Portrait de Mercure sur une Semuncia en bronze (215-211 av. J.-C.)
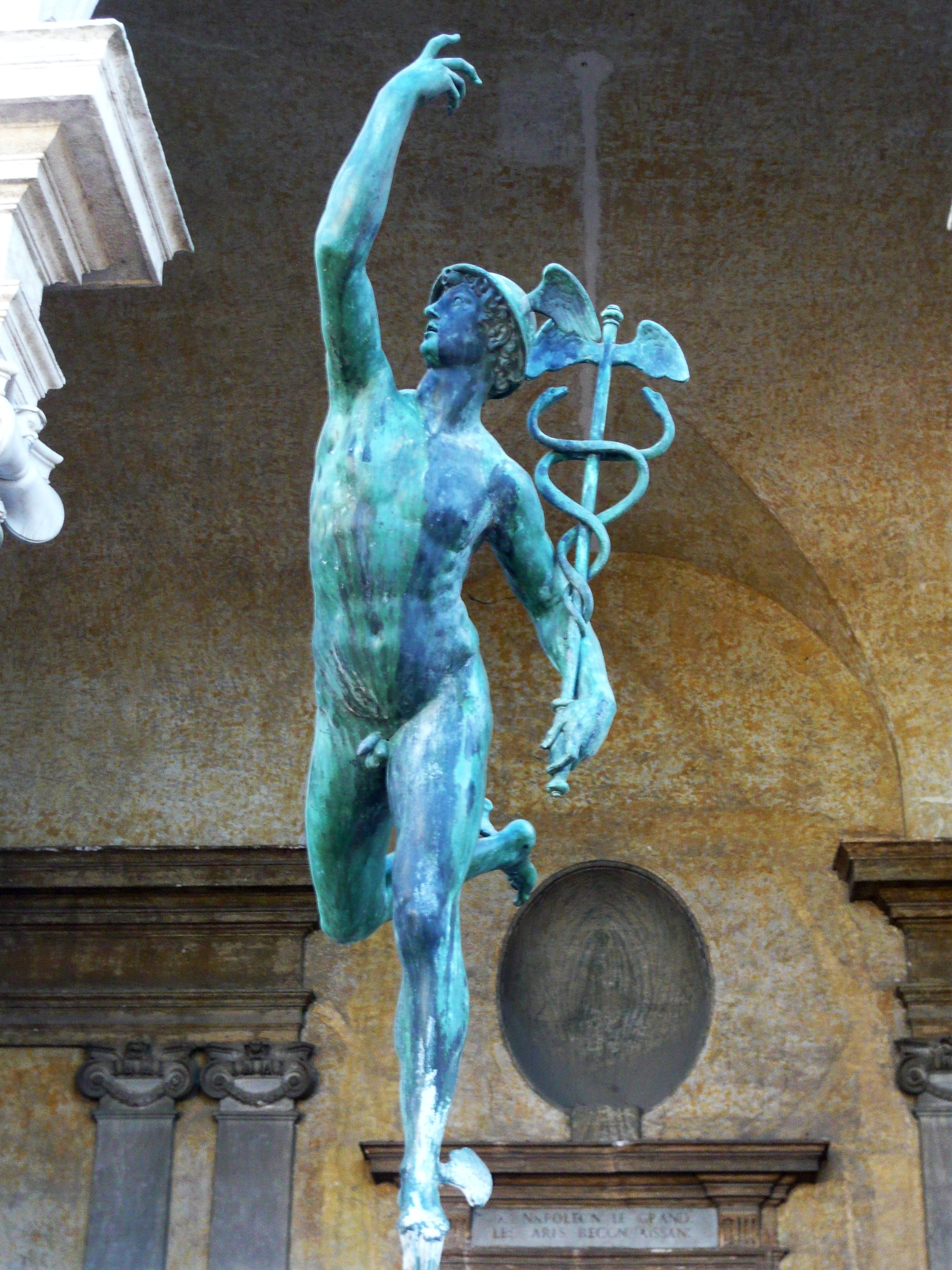
Jean Bologne, Mercure, Rome, villa Médicis.

## Description

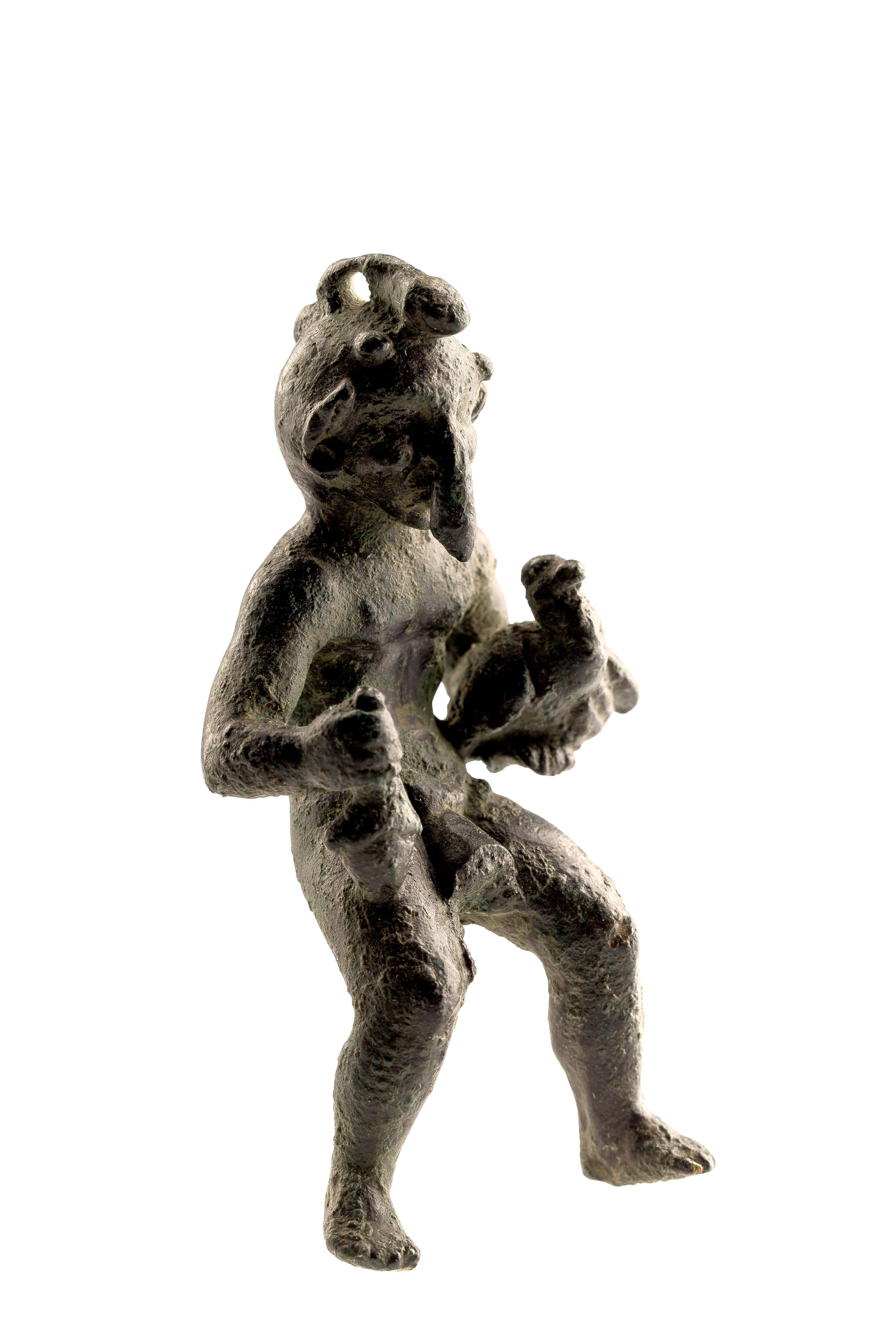
Figurine en bronze de Mercure avec trois phallus, coq dans la main gauche, sac d'argent dans la main droite, vers 100-250, trouvée à Tongres (Belgique), environ 8,8 cm. Tongres, musée gallo-romain.

Ses attributs sont : les sandales ailées, le pétase, le caducée, et parfois la bourse (tenue le plus souvent à la main).

### Animaux favoris
- le coq ;
- le bouc.

### Noms et épithètes
Mercure était connu à Rome sous le nom de Mercurius. On peut aussi trouver, dans des textes anciens, Merqurius, Mirqurios ou Mircurios. De nombreux épithètes le caractérisent, certains s'attachant à décrire l'un de ses rôles ou aspects, d'autres indiquant un syncrétisme local avec des divinités non romaines.

#### Rôles et aspects
- Mercurius Alipes : Mercure aux pieds ailés et magiques ;
- Mercurius Atlantiades : petit-fils d'Atlas ;
- Mercurius Caducifer : Mercure porteur de caducée ;
- Mercurius Fortunus : Mercure, dieu de la chance, de la bonne fortune ;
- Mercurius Interpres : Mercure médiateur ;
- Mercurius Mercator : Mercure, dieu des marchands ;
- Mercurius Pacifer : Mercure porteur de paix ;
- Mercurius Sobrius : Un aspect de Mercure honoré dans l'un des vici de la Rome augustéenne, lié à un dieu punique plus ancien[3] ;
- Mercurius Terminorum : Mercure, dieu des frontières (principalement invoqué lors de violations de frontières).

## Syncrétisme
Plusieurs divinités celtes ont été assimilées à Mercure.
Dans la région de Mogontiacum, en Germanie supérieure, il existe un Mercurius Cimbrianus, cité par sept inscriptions.

### Le Mercure celte

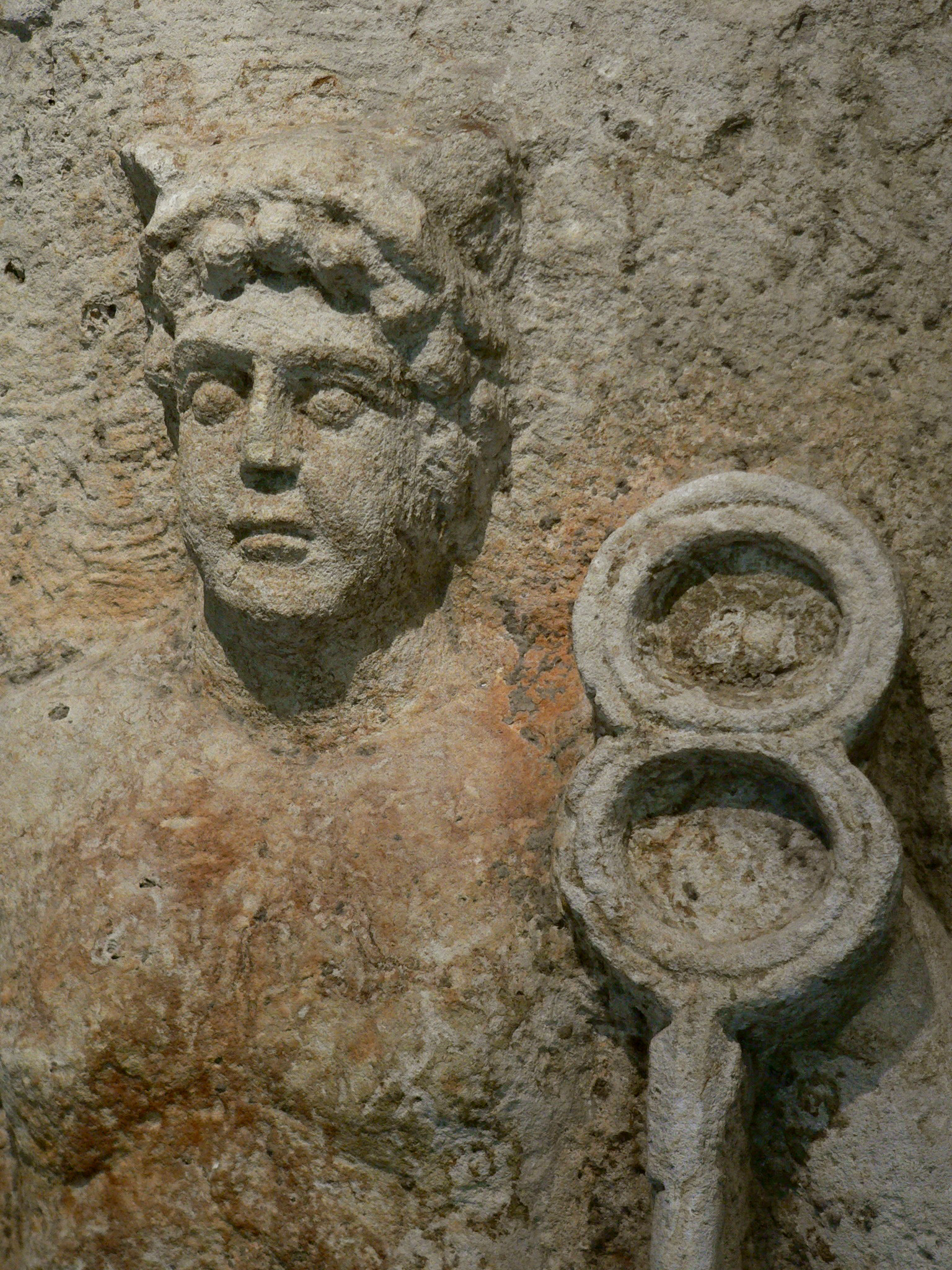
Stèle de Mercure au grand caducée (détail), époque gallo-romaine, Paris, musée Carnavalet.

Le dieu romain a encore subi des métamorphoses, notamment en Gaule romaine. Bien que toujours dénommé et représenté de la même façon — outre certaines variantes mineures —, il est intégré aux dieux celtiques majeurs ou aux divinités topiques en fonction des peuples gaulois ou des lieux.
César fait de lui la principale divinité du panthéon  gaulois : « Le dieu qu'ils honorent le plus est Mercure. Il a un grand nombre de statues; ils le regardent comme l'inventeur de tous les arts, comme le guide des voyageurs, et comme présidant à toutes sortes de gains et de commerce. »
Toutefois, en Gaule romaine, ce n'était pas tout à fait au Mercure de Rome qu'on vouait un culte — sauf lors de cérémonies officielles romaines, célébrées par des colons expatriés — mais à des Mercure gaulois, divinité, entre autres, des artisans. Ce Lugus Mercurius assimile alors la plupart des aspects du dieu celtique Lugus.
Paul-Marie Duval fait observer que les scholiastes éprouvaient de l'embarras à identifier les dieux celtiques avec les dieux romains. Néanmoins, on trouve le surnom de Mercure 45 fois en Gaule. Après la conquête romaine, il est le dieu dont les effigies (notamment les statuettes de bronze) et les inscriptions sont les plus nombreuses. Les Arvernes lui ont consacré l'une des plus colossales statues antiques connues. Ainsi, il apparaît sous l'Empire comme le plus grand dieu des Gaulois.
Néanmoins, le dieu indigène, dieu de l'industrie, du commerce et des routes, ne ressemble au Mercure romain que pour une partie de ses attributions que sont la protection des commerçants et des voyageurs — attributions qui seront conférées au Moyen Âge à saint Nicolas, dont les lieux de culte se trouveront aux entrées d'agglomérations, en bordure de grands axes de circulation. Dans sa figure première d'inventeur de tous les arts, ce que n'ont jamais été ni Mercure ni Hermès, il est beaucoup plus proche du dieu celtique Lug. Il est ainsi représenté avec un marteau ou une pince à feu à la main qui sont à Rome des attributs de Vulcain.

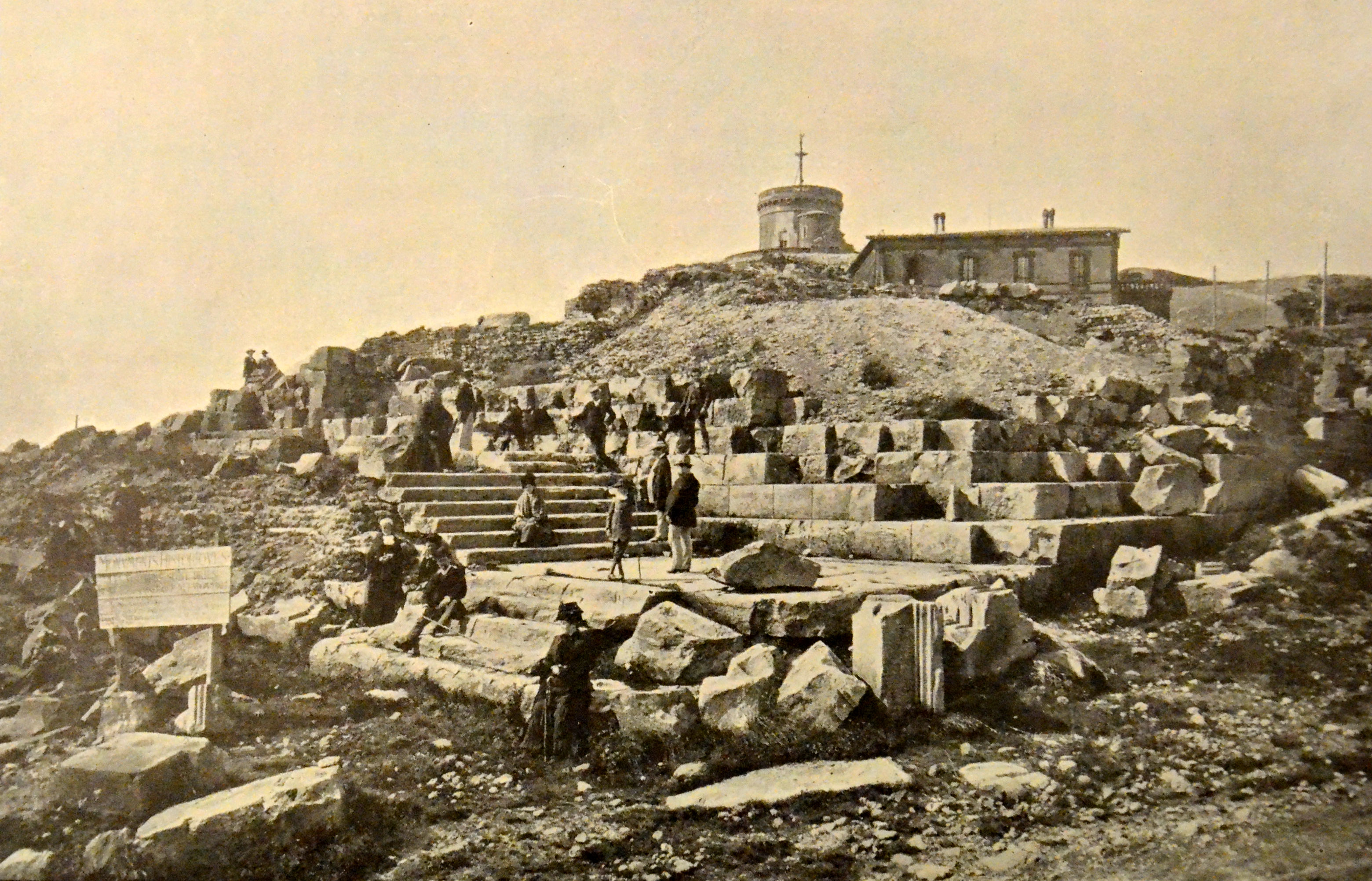
temple de Mercure (IIe siècle) au sommet du volcan puy de Dôme, vers 1900.

Le Mercure gaulois est connu comme le dieu romain Mercurius associé à des épithètes gaulois. Les plus connus sont ceux associés à Lug/Lougous certes, mais il est aussi associé à d'autres dieux celtes :
- Mercurius Artaios, une assimilation du dieu Mercure avec le dieu celte Artaius, un dieu ours vénéré à Beaucroissant, France[6] ;
- Mercurius Arvernus, une assimilation du dieu Mercure avec le dieu celte Arvernus. Arvernus fut vénéré dans la vallée du Rhin en Allemagne, il est possible que ce fut le dieu tribal des Arvernes, bien que l'on n'ait trouvée aucune dédicace à Mercurius Arvernus en Auvergne[6] ;
- Mercurius Cissonius, une assimilation du dieu Mercure avec le dieu celte Cissonius, que l'on peut retrouver dans une aire géographique allant de Cologne en Allemagne, à Saintes en France[6]. C'est l'une des inscriptions les plus fréquentes (17)[7] ;
- Mercurius Esibraeus, une assimilation du dieu Mercure avec le dieu ibère Esibraeus. Esibraeus n'est mentionné que sur une inscription unique trouvé à Medelim, Portugal, et est probablement le même dieu que Banda Isibraiegus, invoqué par une inscription à Bemposta, un village proche[8] ;
- Mercurius Gebrinius, une assimilation du dieu Mercure avec le dieu celte ou germanique Gebrinius, connu par une inscription sur un autel à Bonn, Allemagne entre autres (nom assez fréquent)[6] ;
- Mercurius Moccus, une assimilation du dieu Mercure avec le dieu celte Moccus, inscriptions retrouvées à Langres. Le nom Moccus (« cochon ») en fait un dieu proche du sanglier ou de la chasse au sanglier[6] ;
- Mercurius Visucius, une assimilation du dieu Mercure avec le dieu celte Visucius, attesté sur plusieurs inscriptions (env.10)[9] dont une à Stuttgart, Allemagne. Visucius fut essentiellement vénéré sur la frontière de la Gaule romaine et la Germanie. Même s'il fut initialement associé à Mercure, Visucius était aussi associé au dieu romain Mars, car on trouve des dédicaces « Mars Visucius ». Visucia, parèdre de Visicius, a été trouvé en Gaule[6],[10].

En Gaule aussi bien qu'à Rome, bien que Mercure représente souvent la troisième fonction, la fonction artisanat/commerce dans le cadre des fonctions tripartites indo-européennes, son rôle ne se laisse donc pas toujours réduire au cadre dumézilien. La raison en est que le prototype du *Lugus celtique est le Dioscure immortalisé, une figure mineure mais très ancienne de la tradition indo-européenne, qui a été promu dans le cadre des expansions celtiques (et avant, dans le milieu "campaniforme") comme guide et sauveur des dieux et de hommes, ce qui est son  office dans la mythologie irlandaise. Lugus, entité divine qui ramène les dieux et rétablit l'ordre diurne, s'est donc vu attribuer le patronage de diverses activités bénéfiques associées au renouveau du cycle temporel, cosmique et annuel, activités qui seront rangées plus tard dans la "troisième fonction sociale" des sociétés protohistoriques. "Avec Lugus (vieil-irlandais Lug, gallois Lleu), nous assistons au renouvellement d'une entité issue de la religion cosmique, qui trouve de nouveaux emplois dans la théologie et la doctrine politique. Comme tout ce qui touche aux Jumeaux divins au cours de leur très longue carrière mythologique (que représente l'Etoile du soir et du matin), il convient de périodiser les données pour reconstruire la préhistoire de Lugus." Le Mercure gallo-romain aux divers cognomina  a hérité de certaines de ses attributions,.

## Dans les arts et la culture
La figure de Mercure apparaît dans de nombreuses sculptures et peintures depuis l’Antiquité, notamment sous forme de petits ex-voto.  
Le Mercure Bicéphale est un des symboles de la ville française de Fréjus (Provence, Var). 

### Communication

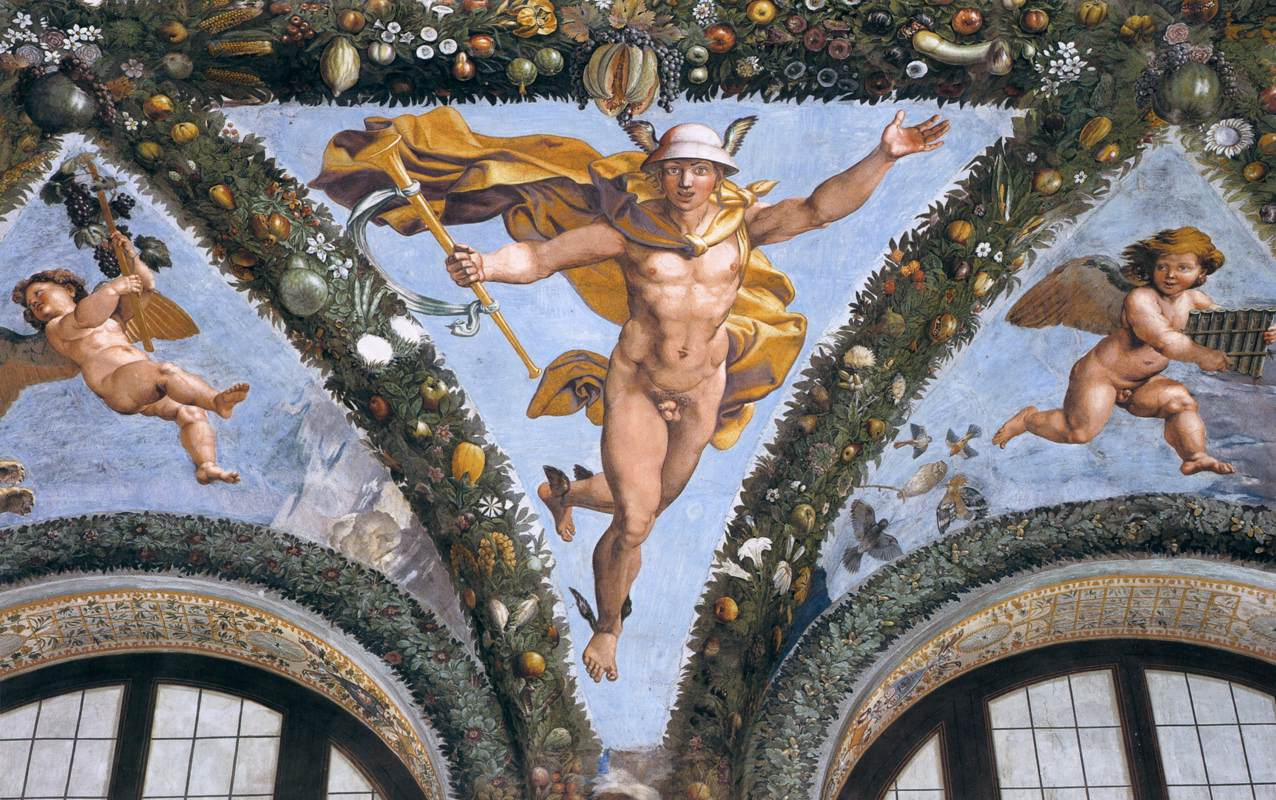
Attribué à Jules Romain, Mercure, 1518, Rome, villa Farnesina, Loggia de Psyché.

Mercure, messager des Dieux, est chargé de transmettre les nouvelles. Lucien de Samosate le dépeint avec humour dans les Dialogues des morts. À la fin de la renaissance et au début de l’ère baroque, les peintres et auteurs érudits en font l’allégorie du messager : « Sois brève, ma bonne Mercure femelle » dit Falstaff à l’hôtesse dame Quickly qui tarde à lui communiquer le message dont elle est chargée, dans Les Joyeuses Commères de Windsor de Shakespeare.
Par extension, le nom de Mercure est associé aux débuts de la presse périodique, chargée de communiquer les nouvelles, ainsi le Mercurius Politicus (1659) anglais consacré à l’actualité des nouvelles étrangères et des événements en cours dans les « trois nations d’Angleterre, d’Écosse et d’Irlande pour l’information du public. »  Le Mercure galant, un des premiers périodiques français (1672), donne à ses lecteurs les nouvelles de la Cour et de Paris (il inspirera la création de Der Teutsche Merkur à Weimar en 1773). En Angleterre encore paraissent The Impartial Protestant Mercury (1681), The London Mercury (1682) ou le Rutland And Stamford Mercury en 1695. La multiplication de ces titres font que Mercure devient nom commun sous la plume de Bayle : « le nombre des mercures ou des ouvrages qui mériteraient ce nom s'est si fort multiplié qu'il serait temps qu'on en donnât l’histoire.» 
En 1737 paraît le journal régional britannique Sherborne Mercury ; en 1758, l’Américain James Franklin, frère de Benjamin, fonde le The Newport Mercury. Le Quebec Mercury, hebdomadaire anglophone, voit le jour dans la ville de Québec en 1805. En 1824 c’est le tour du Staffordshire Mercury, hebdomadaire anglais ; El Mercurio de Valparaíso est créé en 1827. La sixième édition du Dictionnaire de l'Académie française, parue en 1835, rajoute cette définition dans l'article consacré à Mercure : « Il a servi et sert encore de titre à divers écrits périodiques traitant de politique, de littérature, et contenant des annonces, des nouvelles. Le Mercure français. Le Mercure galant. Le Mercure de France ».
The Maitland Mercury le premier journal local australien, paraît pour la première fois le 7 janvier 1843 ; The Weston & Somerset Mercury anglais date de la même année. Le Guelph Mercury est créé en 1854 au Canada, la même année que le Hobarton Mercury australien, suivi en 1855 par l’Illawarra Mercury, également australien ;  le Clevedon Mercury paraît pour la première fois en 1863 en Angleterre, le St Arnaud Mercury australien le 13 février 1864.

Il existe toujours aujourd'hui un certain nombre d’organes de presse qui portent le nom de Mercure, par exemple le quotidien national chilien El Mercurio et le quotidien équatorien El Mercurio.

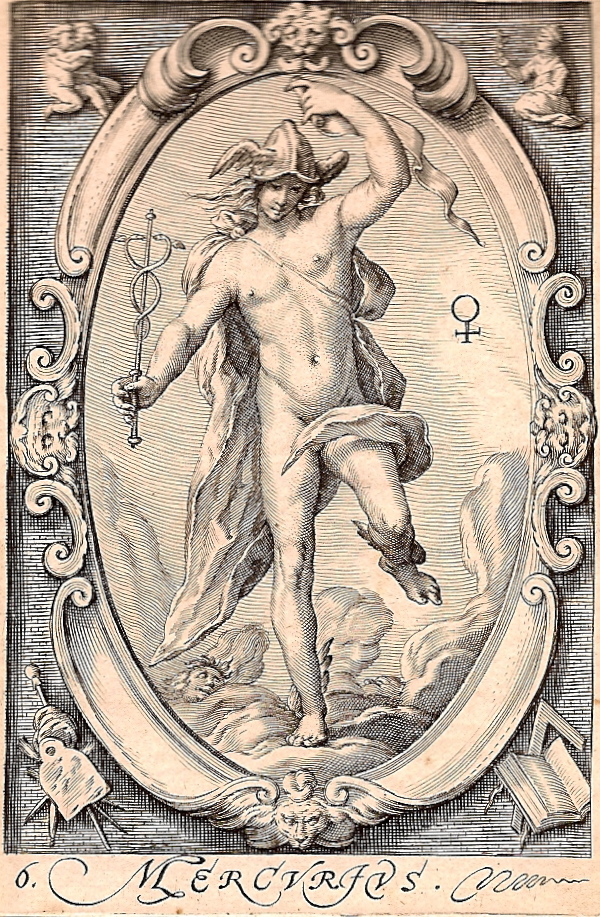
Jacob Matham, Mercure, gravure d’après Hendrick Goltzius (1597).

### Filmographie

#### Télévision
- 2016 : épisode 9 Hermès, le messager indéchiffrable de Les Grands Mythes.

### Iconographie

#### Bande dessinée
- Mercure fait partie des nombreux dieux cités dans la série de bande dessinée Astérix.

#### Peinture
Il existe des portraits du dieu comme allégorie du commerce ou allégorie planétaire, des scènes historiques tirées de la mythologie consacrée au jugement de Pâris (Mercure et Pâris, de Donatio Creti, 1747, Bologne), la légende de Mercure et Argus.
On le retrouve dans les scènes des « amours des dieux » inspirées des Métamorphoses d'Ovide et peintes par Véronèse :
- vers 1562, aux côtés de Vénus, présentant leurs enfants Éros et Antéros à Jupiter (Musée des Offices à Florence)[17].
- vers 1585-90, dans Mercure, Hersé et Aglauros, aujourd’hui au Fitzwilliam Museum de Cambridge.

Sur le même sujet, il est représenté par Nicolas Chaperon (vers 1630) dans Vénus, Mercure et Cupidon, au musée du Louvre.
Il est le compagnon de Jupiter dans les représentations des amours de Jupiter et Alcmène (voir Amphitryon de Molière) ou du conte de « Philémon et Baucis ». Certaines allégories humanistes prêtent à cette figure une dimension plus ésotérique. C’est le cas de Botticelli, dans le Printemps, conservé à Florence. Dans l’édition de 1555 des Emblèmes d’Alciat, Mercure apparaît en allégorie de l'art, de la vertu et de la sagesse, capable de contrecarrer les assauts de la fortune capricieuse. 

#### Gravure
Une gravure de Jacob Matham, d’après Goltzius (1597) le représente dans sa dimension planétaire, associé aux signes zodiacaux des gémeaux et de la vierge et au caractère féminin froid et humide, ainsi qu’en protecteur des arts et des lettres.

#### Sculpture
Une des plus célèbres sculptures représentant Mercure est un bronze de Jean de Bologne, Mercure volant (après 1565), conservé à Florence. C’est à Adrien de Vries que l’on doit un autre bronze, Mercure et Psyché. Le panthéon gréco-romain est populaire au XVIIIe siècle, où l’on voit apparaître Mercure chevauchant Pégase, 1701-1702, d’Antoine Coysevox, commandé en 1699 pour la décoration du parc de Marly, Mercure attachant ses talonnières, de Jean-Baptiste Pigalle, 1741-44. En 1777, Augustin Pajou le représente en allégorie du commerce (musée du Louvre).

#### Alchimie
Associé à l’alchimie en raison de l’utilisation du métal, Mercure apparaît fréquemment dans les éditions illustrées consacrées à cette discipline ésotérique.

### Musique classique

#### Chez Berlioz
Berlioz introduit Hermès (nommé Mercure) dans son opéra Les Troyens : à la fin du duo d'amour entre le troyen Énée et la reine de Carthage Didon « Nuit d'ivresse et d'extase infinie »), le dieu frappe de son caducée le bouclier d'Énée pendu à une colonne et, d'une voix grave, désigne la mer en prononçant le mot  « Italie ! », montrant ainsi à Énée son destin.

#### Chez Offenbach
Offenbach a fait la caricature de Mercure dans Orphée aux Enfers :
Mercure :

« Eh hop ! Eh hop ! Place à Mercure !

Ses pieds ne touchent pas le sol,

Un bleu nuage est sa voiture,

Rien ne l'arrête dans son vol.

Bouillet dans son dictionnaire

Vous dira mes titres nombreux :

Je suis le commissionnaire

Et des déesses et des dieux ;

Pour leurs amours moi je travaille,

Actif, agile, intelligent,

Mon caducée est ma médaille,

Une médaille en vif argent.

[…]

Je suis le dieu de l'éloquence,

Les avocats sont mes enfants,

Ils me sont d'un secours immense

Pour flanquer les mortels dedans.

Je dois comme dieu du commerce

Détester la fraude et le dol,

Mais je sais par raison inverse

Les aimer comme dieu du vol,

Car j'ai la main fort indirecte

Et quelquefois le bras trop long :

Quand il était berger d'Admète

J'ai chipé les bœufs d'Apollon.

Tout en étant le dieu des drôles,

Je suis le plus drôle des dieux,

J'ai des ailes sur les épaules

Aux talons et dans les cheveux.

Jupin mon maître sait me mettre

À toute sauce ; il finira

Par me mettre dans un baromètre

Pour savoir le temps qu'il fera. »

« Et Zeus dit : La vie va, la mort vient. »